# استراتيجية المحيط الأزرق
استراتيجية المحيط الأزرق: نوع من الاستراتيجيات الحديثة التي تناولتها كتب الإدارة الاستراتيجية الحديثة والمعاصرة والتي استندت من فكرة العالمان (البروفسور دبليو شان كي (W. Chan Kim)، وزميلته البروفسور رينية موبورن (Renee Mauborgne))، تقوم هذه الاستراتيجية على فكرة، انه ليس من الضروري على المنظمة التي تريد تحقيق النجاح في مسيرة حياتها العملية ان تحتل مركزا تنافسيا قويا، بل يمكن ان تحرز نجاحا بدون منافسة، وذلك بان تتبنى هذه المنظمات اسواقاً جديدة تعرض فيها منتجاتها الجديدة، أو تقوم بطرح بضائع وسلع بديلة لاتجذب المنافس اليها، وبهذا تستطيع المنظمة تحقيق ارباحا وفيرة، وبذكائها وريادتها الاستراتيجية تتسطيع ان تجذب زبائن ومستهلكين جدد، وان تجعل الزبون أكثر ولاء لمنتجاتها وخدماتها.
المصدر:
أ.د. عبد الباري إبراهيم درة ود. ناصر محمد سعود " جرادات من كتاب الإدارة الاستراتيجية في القرن الحادي والعشرين / النظرية والتطبيق
محتويات [إخفاء]
1 تخطيط والمفاهيم كتاب
2 مفهوم 2.1 المحيط الأزرق مقابل المحيط الأحمر
3 العمل سبقتنا
4 أمثلة
5 أدوات وأطر
6 انظر أيضا
7 استقبال
8 الانتقادات
9 المراجع
10 وصلات خارجية
تخطيط الكتاب والمفاهيم [عدل]
وينقسم الكتاب إلى ثلاثة أجزاء:
1.	يعرض الجزء الأول المفاهيم الأساسية لاستراتيجية المحيط الأزرق، بما في ذلك قيمة الابتكار - السعي في وقت واحد للتمايز والتكلفة المنخفضة - والأدوات التحليلية الأساسية والأطر مثل قماش استراتيجية، والإطر أربعة هي الإزالة- التقليص- الرفع - إنشاء الشبكة.
2.	يصف الجزء الثاني المبادئ الأربعة لصياغة إستراتيجية المحيط الأزرق. وتتناول هذه المبادئ الأربعة صياغة كيف يمكن للمنظمة خلق المحيطات الزرقاء من خلال النظر عبر الحدود التقليدية ستة من المنافسة (إطار ستة مسارات)، والحد من مخاطر تخطيطها عن طريق اتباع الخطوات الأربع للتصور استراتيجية، خلق طلب جديد عن طريق فتح المستويات الثلاثة من العملاء الغير مستحوذين وإطلاق فكرة المحيطات الزرقاء تجاريا قابلة للحياة عن طريق مواءمة فائدة غير مسبوقة من طرح مع التسعير الاستراتيجي والتكاليف المستهدفة والتغلب على العقبات اعتمادها. يستخدم الكتاب العديد من الأمثلة عبر الصناعات لشرح كيفية الخروج من (البنيوية) التفكير الاستراتيجي التقليدي تنافسية وأن ينمو الطلب والأرباح للشركة والصناعة باستخدام المحيطات الزرقاء (إعادة البناء) التفكير الاستراتيجي. المبادئ الأربعة هي:
a)	كيف يمكن خلق مساحة السوق بلا منازع عن طريق إعادة تعمير حدود السوق،
b)	التركيزعلى الصورة الكبيرة،
c)	الوصول لما بعد الطلب الحالي و
d)	إنشاء التسلسل الاستراتيجي الصحيح.
3.	يصف الجزء الثالث والأخير المبدأين التنفيذيين الرئيسيين لاستراتيجية المحيط الأزرق بما في ذلك القيادة كنقطة تحول وعملية العدالة. هذه المبادئ ضرورية للقادة من أجل التغلب على العقبات التنظيمية الأربعة الرئيسية التي يمكن أن تمنع حتى أفضل الاستراتيجيات من التنفيذ. وتشمل العقبات الرئيسية الأربعة الإدراك، والموارد، والعقبات تحفيزية والسياسية التي تمنع الأشخاص الذين شاركوا في تنفيذ إستراتيجية من فهم الحاجة إلى كسر الوضع الراهن، وإيجاد الموارد اللازمة لتنفيذ التحول الاستراتيجي الجديد، وحفظ التزام مجموعتك بتنفيذ الاستراتيجية الجديدة ومن التغلب على المصالح الشخصية القوية التي قد تمنع التغيير.
في الكتاب لفت الكتاب انتباه القراء تجاه العلاقة بين قصص النجاح في كافة المجالات الصناعية وصياغة الاستراتيجيات التي توفر قاعدة صلبة لخلق النجاح الغير تقليدي - إستراتيجية توصف بأنها «استراتيجية المحيط الأزرق». على عكس «استراتيجية المحيط الأحمر»، والنهج التقليدي لأعمال هزيمة المنافس المستمدة من منظمة عسكرية، و«استراتيجية المحيط الأزرق» يحاول مواءمة الابتكار مع النفعية، السعر والتكلفة. الكتاب يسخر في ظواهر اختيارا بين التمايز المنتج / الخدمة وانخفاض التكلفة، وإنما تشير إلى أن كلا من التمايز وانخفاض التكاليف قابلة للتحقيق في وقت واحد.
الكاتب يسأل القراء «ما هي أفضل وحدة تحليل النمو المربح؟ الشركة؟ الصناعة؟»- سؤال أساسي دون أي إستراتيجية للنمو المربح ليست جديرة بالاهتمام. يبرر المؤلفين بأفكار جديدة وعملية أن أيا من الشركة أو الصناعة ليست هي أفضل وحدة تحليل النمو المربح. بل هي الخطوة الاستراتيجية التي تخلق «المحيط الأزرق» أداء عالي ومستدام. ويتناول الكتاب تجربة الشركات في مجالات متنوعة مثل الساعات، والنبيذ، والأسمنت، والحواسيب، والسيارات، والمنسوجات، والقهوة، وشركات الطيران، وتجار التجزئة، وحتى السيرك، للإجابة على هذا السؤال الجوهري، ويبني على الجدل حول «قيمة الابتكار» كونها حجر الزاوية في إستراتيجية المحيط الأزرق. قيمة الابتكار هو بالضرورة محاذاة الابتكار مع النفعية والسعر والتكلفة. وهذا يخلق مساحة السوق بلا منازع ويجعل المنافسة غير ذي صلة. ويناقش القسم التالي المفهوم الكامن وراء الكتاب في التفاصيل.